# Sparušnjak
Koordinati:   44°08′15″N, 14°57′08″E
Sparušnjak je majhen nenaseljen otoček v Jadranskem morju. Pripada Hrvaški.
Sparušnjak leži med Dugim otokom in okoli 1 km jugovzhodno od rta Južni rt na otoku Zverinac. Površina otočka meri 0,035 km². Dolžina obalnega pasu je 0,71 km. Najvišja točka na otočku doseže višino 16 mnm.